# Jan Ciechowicz
Jan Ciechowicz (ur. 24 czerwca 1949 w Koluszkach, zm. 16 września 2017 w Gdyni) – polski teatrolog, historyk teatru, krytyk teatralny i literaturoznawca. Profesor nauk humanistycznych (2001).

## Życiorys

### Wykształcenie
Syn Stanisława i Michaliny (z Pawlikowskich). Szkołę podstawową i liceum ogólnokształcące ukończył w rodzinnym mieście, Koluszkach. W roku akademickim 1966/1967 rozpoczął studia na Katolickim Uniwersytecie Lubelskim w zakresie filologii polskiej ze specjalnością teatrologiczną, które ukończył z wyróżnieniem w roku 1972. Wyrastał w szkole naukowej prof. Ireny Sławińskiej i prof. Zbigniewa Raszewskiego. Jeszcze na studiach zadebiutował jako krytyk teatralny na łamach Tygodnika Powszechnego, z którym stale współpracował przez ponad dwadzieścia lat (fotel recenzenta teatralnego na Polskę Północną w latach 1972–1992).

### Aktywność naukowa
W roku 1972 rozpoczął pracę na Uniwersytecie Gdańskim. W Instytucie Filologii Polskiej UG przeszedł wszystkie stopnie naukowego awansu: od asystenta (1973) do profesora zwyczajnego (2004). Był kierownikiem Katedry Kultury i Sztuki. Od roku 1995 wykładał historię teatru w gdyńskim Studio Wokalno-Aktorskim. Wydał 4 książki autorskie i 20 „pod redakcją”, opublikował blisko 200 artykułów. Wypromował ponad czterdziestu licencjatów, stu dwudziestu magistrów i 15 doktorów. Specjalizował się w zakresie historii dramatu i teatru polskiego XIX i XX wieku. Interesował się dziejami teatru gdańskiego. Osobne studia i rozprawy poświęcił m.in. Kalidasie, Szekspirowi, Mickiewiczowi, Wyspiańskiemu, Schulzowi, Mrożkowi i Wojtyle. Został pochowany na cmentarzu Witomińskim w Gdyni (kwatera 15-11-13).

### Pełnione funkcje
- Kierownik Katedry Kultury i Sztuki Uniwersytetu Gdańskiego[8]
- Prezes gdańskiego oddziału Towarzystwa Literackiego im. Adama Mickiewicza[9]
- Wiceprezes Polskiego Towarzystwa Historyków Teatru (przez dwie kadencje)

## Członkostwo w stowarzyszeniach naukowych
- Stowarzyszenie Pisarzy Polskich (SPP)[10]
- Gdańskie Towarzystwo Naukowe (GTN)[11]
- Polskie Towarzystwo Szekspirowskie
- Towarzystwo Naukowe KUL (członek korespondent)[12]
- Komitet Nauk o Sztuce PAN[13]
- Polskie Towarzystwo Badań Teatralnych[14].

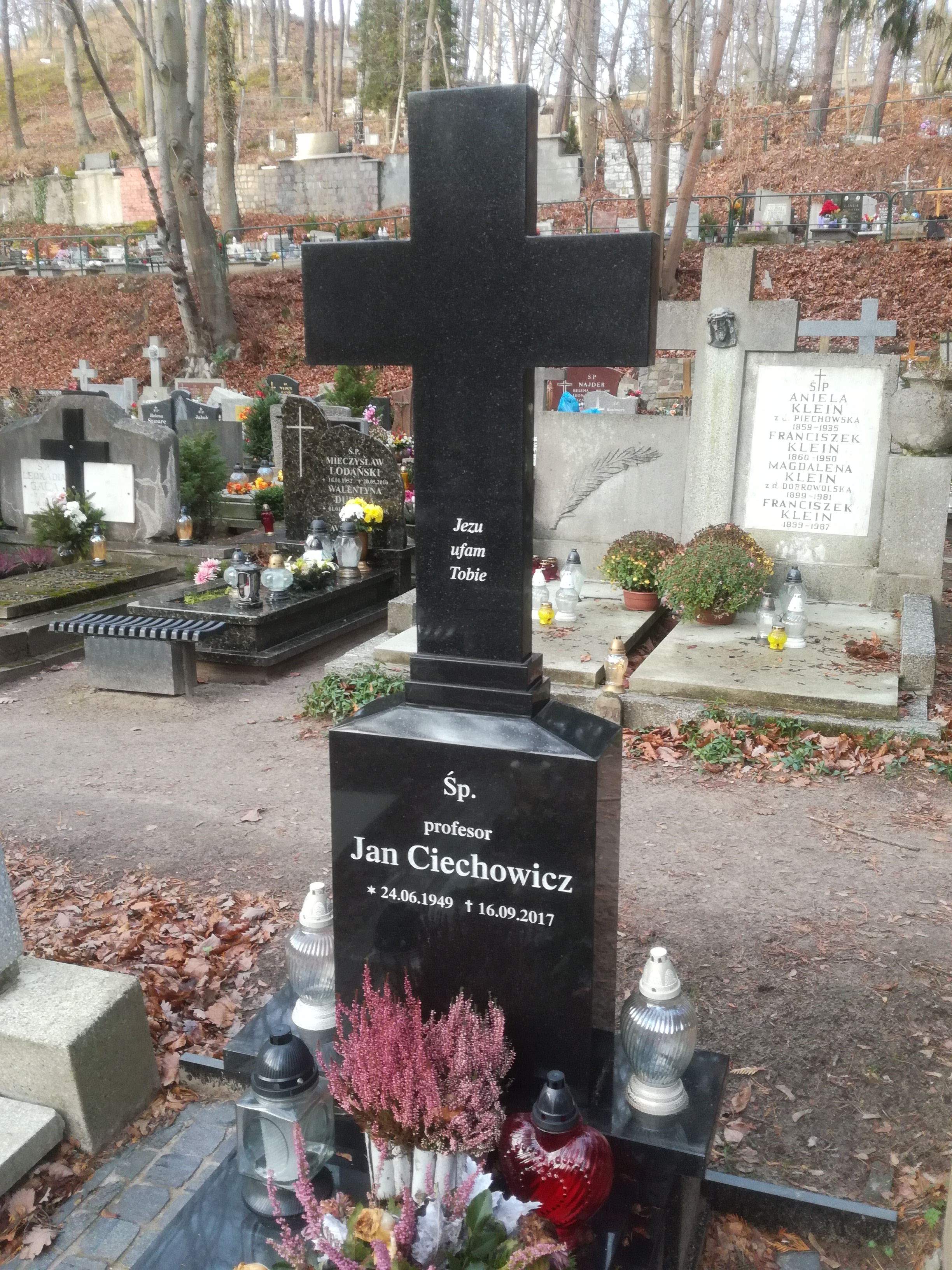
Grób profesora Jana Ciechowicza na cmentarzu Witomińskim

## Publikacje
Książki autorskie i „pod redakcją”
- Sam na scenie. Teatr jednoosobowy w Polsce (1984), ISBN 83-7017-388-8
- Gdańsk teatralny. Historia i współczesność (red., 1992)[15]
- Dom opowieści. Ze studiów nad Teatrem Rapsodycznym Mieczysława Kotlarczyka (1992), ISBN 83-7017-388-8
- Od Shakespeare’a do Szekspira (współredakcja Z. Majchrowski, 1993), ISBN 83-900440-1-3
- Teatr pamięci Brunona Schulza (współredakcja H. Kasjaniuk, 1993)[16]
- Zbigniew Cybulski – aktor XX wieku (współredakcja T. Szczepański, 1997), ISBN 83-7017-699-2
- Konkurs szekspirowski – wczoraj i dziś (red., 1997), ISBN 83-903079-2-8
- Pół wieku Teatru Wybrzeże – przedstawienia (red., 1998), ISBN 83-7017-788-3
- Gdańskie teatry osobne (współredakcja A. Żurowski, 2000)
- W kręgu teatru monumentalnego (współredakcja L. Kuchtówna, 2000), ISBN 83-85938-88-5
- Myślenie teatrem (2000), ISBN 83-7017-939-8
- Dramat polski. Interpretacje (t.1-2, współredakcja Z. Majchrowski, 2001), ISBN 83-88560-17-4, ISBN 83-88560-93-X
- 200 lat teatru na Targu Węglowym w Gdańsku (red., 2004), ISBN 83-908862-8-6
- Teatry Stanisława Hebanowskiego (współredakcja W. Zawistowski, 2005)
- Teatr małych form – konwencje i zjawiska (red.,2006), ISBN 83-920500-2-9
- Gdańsk jest teatrem (red.,2006), ISBN 83-7453-688-8
- Współczesne formy teatru muzycznego(red., 2009)
- Teatr i okolice, 2010, ISBN 978-83-7453-996-8
- Futbol w świecie sztuki (współredakcja W. Moska, 2012), ISBN 978-83-931394-1-5]
- Dramaturgia Janusza Głowackiego – trochę teatru (red., 2013), ISBN 978-83-7865-155-0
- Dybuk. Na pograniczu dwóch światów (współredakcja M. Abramowicz i K. Kręglewska, 2017), ISBN 978-83-7865-544-2

## Nagrody i odznaczenia
- Krzyż Kawalerski Orderu Odrodzenia Polski[17]
- Złoty Krzyż Zasługi
- Medal Komisji Edukacji Narodowej[18]
- Nagroda Ministra Nauki i Szkolnictwa Wyższego za rozprawę Sam na scenie (1981)[19]
- Nagroda Międzynarodowego Instytutu Teatralnego (ITI) za „teatralną książkę roku 1992”, czyli monografię Teatru Rapsodycznego Dom opowieści[19].
- Nominacja do Nagrody Artusa – dwukrotnie
- Pomorska Nagroda Artystycznej w roku 2004 w dziedzinie teatru za redakcję polsko-niemieckiego tomu 200 lat teatru na Targu Węglowym w Gdańsku (książka ta została także wyróżniona i nagrodzona w ogólnopolskim konkursie „na najlepszą książkę akademicką” – Atena 2004[20]).
- Nagroda Miasta Gdyni za prezydentury Franciszki Cegielskiej – dwukrotnie (1994, 1997)[19].

## Życie prywatne
Żona, Aleksandra Aldona, rodowita gdynianka, jest psychologiem. Ojciec czwórki dorosłych dzieci (Małgorzata, Piotr, Katarzyna, Paweł).